# MIU404
《MIU404》是TBS電視台在2020年6月26日22:00首播的週五連續劇，由綾野剛和星野源主演。MIU為主角所屬的機動搜查隊（Mobile Investigative Unit）的英文縮寫，404是主角駕駛的車輛的無線電呼號。宣傳標語是「時限是24小時，比任何人更快地追捕犯人！」（タイムリミットは24時間 誰よりも早く犯人にたどり着け）。

## 故事簡介
警視廳機動搜查隊，簡稱機搜，是便衣刑警駕駛著車輛在街道上進行巡邏的部隊，負責在案件發生時，第一時間趕到現場進行初動搜查的部隊。現在為每更24小時，3隊輪更。
作為勞動改革的一環，警視廳決定，將機搜由3隊增加至4隊，目標是變成4隊輪更。新設的第4機搜，暫時只能擔當其他部隊的輔助。前搜查一課刑警志摩一未被招募為隊員，但並沒有拍檔，只能擔任第4機搜隊長桔梗ゆづる的司機，不得已只能跟原本被淘汰的巡警伊吹藍成為拍檔，跟性格冷靜的志摩相反，伊吹是個熱血笨蛋。於是兩個性格南轅北轍的刑警，在機緣巧合下組成拍檔，兩人以唯一的武器——機動力，努力在當更的24小時內解決案件。

## 登場角色

### 主要人物
伊吹藍（伊吹藍 / いぶき あい）〈34〉
演員：綾野剛（台灣配音：蔣鐵城；香港配音：關令翹）
巡查部長，第4機動捜査隊隊員，404號車。運動神經發達，被稱為野生的笨蛋，絲毫沒有刑警的知識。至今，已在很多不同的警署任職，最近為在奧多摩的派出所擔任巡警8年。過往的同事對他的評論是「不願意談論他」和「不想再看到他的臉」，唯一的優點是跑得很快。喜歡使用直覺查案，雖然是毫無證據的推測，但總能幫助找出犯人。能透過引擎的聲音分辨是否同一輛汽車，曾經毆打犯人。
志摩一未（志摩 一未 / しま かずみ）〈34〉
演員：星野源（台灣配音：李世揚；香港配音：李安邦）
巡查部長，第4機動捜査隊隊員，404號車。以前屬於搜查一課，因為某事情而調動到駕駛執照試験場，被桔梗招攬入新設立第4機搜。性格冷靜理性，擁有強大的觀察力。被性格衝動的伊吹耍的團團轉。據九重所說，志摩殺死了自己的搭檔。但其實這個拍檔為了救人而死於意外。
九重世人（九重 世人 / ここのえ よひと）〈23〉
演員：岡田健史（台灣配音：賈文安；香港配音：鍾見麟）
警部補，第4機動捜査隊隊員，401號車。父親是警察廳刑事局長，自己也是精英公務員，因為不明理由而被派至第4機搜。
陣馬耕平（陣馬 耕平 / じんば こうへい）〈54〉
演員：橋本潤（台灣配音：吳文民；香港配音：葉振聲→朱子聰）
警部補，第4機動捜査隊班長，401號車。老練的機搜隊員，在桔梗任職第1機搜隊長時就異動到機動搜查隊，在桔梗設立第4機搜時異動成為第4機搜班長。
桔梗結弦（桔梗 ゆづる / ききょう ゆづる）〈44〉
演員：麻生久美子（台灣配音：杜素真；香港配音：曾秀清）
警視，第1及第4機動捜査隊隊長。曾經任職警察署長，少有的女性幹部，第4機搜的立案者。在搜查一課時曾經與志摩是同一個班。私底下稱刑事部長為「マメジ」。

### 警視廳刑事部機動捜査隊
糸卷貴志（糸巻 貴志 / いとまき たかし）
演員：金井勇太（台灣配音：陳幼文；香港配音：劉奕希）
巡查部長，第1機動捜査隊蜘蛛班班長。負責SNS的實時監視、網絡分析和監視鏡頭的影像分析。有傳聞他嫌回家太麻煩而在芝浦署睡覺。
谷山義信（谷山 / たにやま）
演員：坂田聡（香港配音：盧國權）
第1機動捜査隊副隊長。

### 警察相關角色
我孫子豆治（我孫子 豆治 / あびこ まめじ）
演員：生瀨勝久（台灣配音：陳幼文；香港配音：李錦綸）
警視監，刑事部長。在組織犯罪對策部時就認識桔梗，只會看上頭臉色的人。
矢島（やじま）
演員：もろいくや
警視廳地域部，負責通信指令本部指令台的警察，階級為警部。
本間（ほんま）
演員：土井玲奈
警視廳地域部，負責通信指令本部受理台的警察。
鈴木（すずき）
演員：笠田康平
警視廳地域部，負責通信指令本部受理台的警察。
刈谷貴教（かりや）
演員：酒向芳（台灣配音：賈文安；香港配音：陳永信）
搜查一課刑事。
田島雄介（たじま）
演員：永岡卓也
搜查一課刑事。
九重篤人（ここのえ あつひと）
演員：矢島健一（台灣配音：李世揚；香港配音：招世亮）
警視監，日本警察厅廳刑事局長。

### 其他角色
特派員REC（とくはいんレック）
演員：渡邊圭祐（台灣配音：宋昱璁；香港配音：曹啟謙）【第1話、第3話、第5話、第7話 - 最終話】
本名児島弓快（こじま ゆかい）。在影片分享網站「NOW TUBE」上經營「Night Crawler Channel」，上傳新聞和相關解釋影片。頻道只有23人訂閱，屬於下游Nowtuber。
羽野麥（羽野麦/はの むぎ）
演員：黑川智花（香港配音：何璐怡）【第3話、第4話、第6話 - 最終話】
前幼稚園教師，被桔梗母子及伊吹稱她為「ハムちゃん」。
桔梗豐（桔梗ゆたか/ききょう ゆたか）
演員：番家天嵩（香港配音：陳琴雲）【第3話、第4話、第6話 - 最終話】
桔梗的兒子。
久住（クズミ）
演員：菅田將暉（香港配音：李致林）【第3話、第7話、第9話 - 最終話】
本劇終極大反派，智能犯。別稱五味（ゴミ）、濱田（はまだ）、特拉修（トラッシュ）。被志摩稱作像是惡魔「梅菲斯特」的男人。
成川岳（なりかわ がく）〈18〉
演員：鈴鹿央士（台灣配音：賈文安；香港配音：李凱傑）【第3話、第7話 - 第10話】
「私立巴西利卡高中（私立バシリカ高等学校）」三年級生，前田徑部。
蒲郡慈生（がまごおり しげお）
演員：小日向文世（台灣配音：陳幼文；香港配音：張炳強）【第5話、第8話】
前茨城縣警，退休後參與協助在日外國人的志工工作。

### 各集登場配角
第1話
- 西田文子（にしだ ふみこ） - 平野文（香港配音：雷碧娜）
- 西田千砂（にしだ ちさ） - 佐佐木光結（香港配音：成瑤孆）
- 安本悟朗（やすもと ごろう） - 深水元基（香港配音：翟耀輝）
- 水島善次郎（みずしま ぜんじろう） - 加治將樹（香港配音：陳卓智）
- 店主 - 山上賢治（台灣配音：吳文民；香港配音：黃子敬）

第2話
- 加加見崇（かがみ たかし） - 松下洸平（台灣配音：宋昱璁；香港配音：張方正、謝潔貞（童年））
- 田辺将司（たなべ しょうじ） - 鶴見辰吾（台灣配音：陳幼文；香港配音：陳永信）
- 田辺早苗（たなべ さなえ） - 池津祥子（台灣配音：杜素真；香港配音：沈小蘭）
- 松村幸弘（まつむら ゆきひろ） - 林和義（台灣配音：賈文安；香港配音：黃子敬）
- 仙田太郎（せんだ たろう） - 谷田部俊（香港配音：蕭徽勇）
- 岸拓哉（きし たくや） - 吉村卓也（香港配音：李鎮然）

第3話
- 毛利忠治（もうり ただはる） - 大倉孝二（台灣配音：宋昱璁；香港配音：招世亮）
- 向島進（むこうじま すすむ） - 吉田烏龍太（台灣配音：陳幼文；香港配音：陳卓智）
- 亀田（かめだ） - 岡崎体育（香港配音：黃啟昌）
- 勝俣奏太（かつまた そうた） - 前田旺志郎（香港配音：陳灝瑋）
- 真木佳穗里（まき かほり） - 山田杏奈（香港配音：葉曉欣）
- 竹中浩平（たけなか こうへい） - 石内呂依（香港配音：胡家豪）
- 佐野悠貴（さの ゆうき） - 川口友雅（香港配音：黃積權）
- 藤下（ふじした）校長 - 赤間麻里子（香港配音：謝潔貞）
- 店長 - バッファロー吾郎A（香港配音：翟耀輝）

第4話
- 青池透子（あおいけ とうこ） - 美村里江（香港配音：梁少霞）
- 冴羽克己（さえば かつみ） - 福田転球（香港配音：蘇強文）
- 間下（ました） - 関ヒロユキ
- 金田（かねだ） - 蔵原健
- 孔雀（くじゃく） - 長谷川稀世（香港配音：袁淑珍）
- 店主 - ふるごおり雅浩（香港配音：林國雄）
- 公司前台 - 小早川俊輔（香港配音：梁偉德）
- 林優子（はやし ゆうこ） - 佐々木史帆（香港配音：成瑤孆）
- 小田美咲（おだ みさき） - 榊原有那（香港配音：羅孔柔）
- 女性 - 大山きか

第5話
- 水森祥二朗（みずもり しょうじろう） - 渡邊大知（台灣配音：宋昱璁；香港配音：麥皓豐）
- 陳春梅 - Phongchi（香港配音：劉惠雲）
- 喜多肇（きた はじめ） - 坂東彌十郎（台灣配音：吳文民；香港配音：招世亮）
- 中村（なかむら） - 田中聡元（台灣配音：吳文民）
- 牛山（うしやま） - 鈴木隆仁（香港配音：潘文柏）
- 秋本（あきもと） - 大村わたる（香港配音：胡家豪）
- グェン・ヴァン・ナム - ブリーズ
- フォン - コイ・グエン

第6話
- 香坂義孝（こうさか よしたか） - 村上虹郎（香港配音：黃積權）
- 中山詩織（なかやま しおり） - 北浦愛（香港配音：凌晞）
- 千春（ちはる） - 垣内彩未（香港配音：陳皓宜）
- 南田弓子（みなみだ ゆみこ） - 範田紗紗

第7話
- 茱莉 - 涼（台灣配音：詹雅菁；香港配音：鄭麗麗）
- 大熊邦彦（おおくま くにひこ） - 三元雅芸（台灣配音：陳幼文；香港配音：陳欣）
- 阿健 - 佐伯新（台灣配音：賈文安；香港配音：蕭徽勇）
- スゥ - 原菜乃華（香港配音：羅孔柔）
- モア - 長見玲亜（香港配音：黃昕瑜）
- 倉田靖典（くらた やすのり） - 塚本晋也（台灣配音：宋昱璁；香港配音：張錦江）
- 飛田（とびた） - 井口理（King Gnu）（香港配音：李鎮然）
- 管理人 - 瀧川英次（香港配音：雷霆）
- 陣馬八重子（じんば やえこ） - 阿南敦子（香港配音：林元春）
- 陣馬澪（じんば みお） - 見上愛（18年前：佐佐木櫻）（香港配音：凌晞）
- 陣馬鉄（じんば てつ） - 伊島空（18年前：加藤瑛斗）（香港配音：陳耀楠、雷碧娜（18年前））
- 紗江（さえ） - 松川星（香港配音：魏惠娥）

第8話
- 坂本誠（さかもと まこと） - 飯尾和樹（香港配音：翟耀輝）
- 神倉保夫（かみくら やすお） - 松重丰（台灣配音：宋昱璁；香港配音：朱子聰）
- 蒲郡麗子（がまごおり れいこ） - 丸山瑠真（台灣配音：杜素真；香港配音：林丹鳳）
- 堀内伸也（ほりうち しんや） - 大重彌（香港配音：麥皓豐）
- 峯岸智明（みねぎし ともあき） - 植木祥平（台灣配音：吳文民；香港配音：梁偉德）
- 澤部（さわべ） - 福山翔大（香港配音：黃啟昌）

第9話
- 江取 - 水橋研二（台灣配音：陳幼文；香港配音：潘文柏）
- 井ノ原潔（いのはら きよし） - 永岡佑（台灣配音：宋昱璁；香港配音：雷霆）
- 山崎泰介（やまざき たいすけ） - 吉田紀之
- 前園（まえぞの） - 竹本和正（台灣配音：李世揚；香港配音：朱子聰）

第10話
- 男性店員 - 小日向春平（香港配音：黃積權）
- 工場長 - 水野智則（香港配音：陳永信）

第11話
- ケン - 村本明
- おばちゃん - 中條サエ子（香港配音：沈小蘭）
- 新隊長 - 小沼朝生（香港配音：潘文柏）

## 特殊用語
警視庁刑事部第4機動捜査隊
作為警察局勞動改革的一環，成立一個16人的臨時支援小組，作為現有的第一至第三機動搜查隊擴大人力之前的人力補充。隊長由一機搜隊長桔梗兼任。4機搜與401、402、403、404名稱都是暫定的。
警視庁刑事部第4機動捜査隊分駐所
第1集暫時借用芝浦署3樓會議室做為臨時辦公室，但因4機搜成員的行為所以改租用隔壁已歇業的咖啡店作為辦公室使用，有廚房與沐浴設備。
哈蜜瓜麵包車（日语：まるごとメロンパン号）
4機搜成員在第一天就因故毀損執勤用的車輛，但借不到車子，所以桔梗將原本跟監使用的哈蜜瓜麵包車調派給他們使用，但因為是手排貨車，開不快，在市區又很顯眼，引起後續很多故事。
警丸君（ポリまるくん）
配音 - 緒方惠美
劇中設定的機動捜査隊吉祥物，身著機動搜查隊制服。人物設定為喜歡草莓的四歲小男生
Now Tube（ナウチューブ）
對應為現實世界的YouTube影片分享網站。
兒島弓快以「特派員REC」為名經營YOUTUBE頻道。
ツブッター
對應為現實世界的Twitter。
LIME
對應為現實世界的通訊軟體LINE，這個設定也延續到同製作團隊之後所製播的《月薪嬌妻新春SP》。
FaceNote（フェイスノート）
對應為現實世界的Facebook，這個設定也延續到同製作團隊之後所製播的《月薪嬌妻新春SP》。
甜甜圈EP（DONUTS EP）
劇中設定為兩年前開始在六本木一代開始流行的低價劣質合成藥品，形狀類似口笛糖（フエガム）。

## 主要工作人員
- 編劇 - 野木亞紀子
- 編曲 - 得田真裕
- 主題曲 - 米津玄師「感電」（日本索尼音樂娛樂）
- 監製 - 新井順子
- 導演 - 塚原亞由子、竹村謙太郎、加藤尚樹
- 編審 - 橋本孝、渡瀬暁彦
- 製作 - TBS、TBS Sparkle

## 播出日程
| 集數                                                                        | 播出日期 | 副標題            | 網上標題                                                   | 導演       | 收視率 |
| --------------------------------------------------------------------------- | -------- | ----------------- | ---------------------------------------------------------- | ---------- | ------ |
| 第1話                                                                       | 6月26日  | 衝突 （激突）         | 野生刑警VS理性刑警 新夥伴誕生！比任何人更快追捕犯人！ （野生刑事VS理性刑事 新バディ誕生! 誰よりも早く犯人を追え!） |            | 13.1%  |
| 第2話                                                                       | 7月3日   | 夙願 （切なる願い）         | 移動的人質監禁！犯人的目的是 （走る人質監禁立てこもり! 犯人の目的は）                          | 11.5%      |        |
| 第3話                                                                       | 7月10日  | 分歧點 （分岐点）       | 惡作劇報案！？夢與淚與青春的每一天 （いたずら通報事件!? 夢と涙と青春の日々）                    | 10.6%      |        |
| 第4話                                                                       | 7月17日  | 一億元的女人 （ミリオンダラー・ガール） | 槍案！尋找逃跑的一億元之女 （拳銃発砲事件! 逃げる一億の女を探せ!）                            | 竹村謙太郎 | 10.2%  |
| 第5話                                                                       | 7月24日  | 夢之島 （夢の島）       | 同時間便利店強盜? 留學生的夢想和愛情 （同時コンビニ強盗!? 留学生の夢と恋心）                  | 竹村謙太郎 | 12.5%  |
| 第6話                                                                       | 7月31日  | REFRAIN （リフレイン）      | 拯救拍檔！過去案件所隠藏的希望 （相棒を救え! 過去の事件に隠された希望）                        | 塚原あゆ子 | 10.8%  |
| 第7話                                                                       | 8月7日   | 所在地 （現在地）       | 休日意想不到的遭遇 追捕通輯犯！ （休日にまさかの遭遇 指名手配犯を追え!）                       | 加藤尚樹   | 12.4%  |
| 第8話                                                                       | 8月14日  | 你的笑容 （ )     | 未解決的連續殺人案!? 成為警察的原因 （未解決の連続殺人!? 警察官になった理由）                   | 竹村謙太郎 | 11.7%  |
| 第9話                                                                       | 8月21日  | 某人之死 （ )     | 令人震驚的快速發展!! 那個男人終於展開行動 （衝撃の急展開!! ついにあの男が動き出す）             | 塚原あゆ子 | 11.5%  |
| 第10話                                                                      | 8月28日  | Not found         | 與看不見的敵人之戰 第4機動捜査隊的存亡危機! （見えない敵との戦い 4機捜存続の危機!）           | 竹村謙太郎 | 11.3%  |
| 第11話                                                                      | 9月4日   | 『零』 （『ゼロ』）       | 最終決戰！機搜404迎接衝擊結局 （最終決戦! 4機捜が迎える衝撃のラスト）                         | 塚原あゆ子 | 14.5%  |
| 平均收視率 11.8% （收視率由Video Research調查關東地區、世帯、即時統計資料） |          |                   |                                                            |            |        |

## 獲獎紀錄
- 2020年9月度 銀河賞月間賞[1][2]
- 第105回日劇學院賞[3]
  - 最佳作品
  - 最佳女配角（麻生久美子）
  - 最佳主題曲（米津玄師「感電」）
  - 最佳劇本（野木亜紀子）

## 外部連結
- TBS電視台官方網站 （页面存档备份，存于）（日語）
  - 【公式】『MIU404』的X（前Twitter）
  - 【公式】『MIU404』的Instagram帳戶

| 日本 TBS電視台 周五連續劇                         | 日本 TBS電視台 周五連續劇                                            | 日本 TBS電視台 周五連續劇 |
| ------------------------------------------------- | -------------------------------------------------------------------- | ------------------------- |
|                                                   | MIU404 （2020年6月26日－2020年9月4日）                               |                           |
| 請別在病房裡誦經 （2020年1月17日－2020年3月20日） | 危險2人-K2- 池袋署刑事課神崎·黑木 （2020年9月11日－ 2020年10月16日） |                           |

| 臺灣 民視無線台 星期日 22:00 - 23:00 · 1月3日 22:00 - 23:15                                            | 臺灣 民視無線台 星期日 22:00 - 23:00 · 1月3日 22:00 - 23:15 | 臺灣 民視無線台 星期日 22:00 - 23:00 · 1月3日 22:00 - 23:15 |
| --- | ----------------------------------------------------------- | ----------------------------------------------------------- |
| | 機動搜查隊MIU404 （2021年1月3日－2021年3月14日）            |                                                             |
| 黑喵知情 （2020年8月2日－2020年11月1日）我在市場待了一整天（非戲劇） （2020年11月8日－2020年12月27日） | 我們的愛情不正常 （2021年3月21日－2021年5月16日）           |                                                             |

| 香港 無綫電視J2 星期六23:30 - 00:30 · 星期日23:15 - 00:15 · 8月15日暫停播映 | 香港 無綫電視J2 星期六23:30 - 00:30 · 星期日23:15 - 00:15 · 8月15日暫停播映 | 香港 無綫電視J2 星期六23:30 - 00:30 · 星期日23:15 - 00:15 · 8月15日暫停播映 |
| --------------------------------------------------------------------------- | --------------------------------------------------------------------------- | --------------------------------------------------------------------------- |
|                                                                             | 機動搜查隊404 （2021年8月14日 - 2021年9月25日）                             |                                                                             |
| 忒修斯之船 （2021年6月12日 - 2021年7月18日）                                | K2 池袋署刑事課 （2021年9月26日 - 2021年10月17日）                          |                                                                             |